# Gianfranco Soldati
Gianfranco Soldati (* 1959 in Locarno) ist ein Schweizer Philosoph und Professor für Philosophie.

## Leben
Soldati studierte an der Universität Genf bei Jacques Bouveresse und Manfred Frank und schloss 1984 mit einer Masterarbeit über La conscience de soi à la lumière de la philosophie analytique chez E. Tugendhat unter der Leitung von Manfred Frank ab. Von 1984 bis 1985 studierte er an der Freien Universität Berlin (FU Berlin) und an der Johann Wolfgang Goethe-Universität in Frankfurt am Main.
In den Jahren 1985 und 1986 arbeitete er als Delegierter der Internationalen Rotkreuz- und Rothalbmond-Bewegung (IKRK). 1986 bis 1987 war er Assistent am Departement für Philosophie der Universität Genf. 1987 bis 1990 war er wissenschaftlicher Mitarbeiter am Philosophischen Seminar der Eberhard-Karls-Universität Tübingen. 1990 bis 1991 war er Visiting Scholar an der Stanford University. 1991 wurde er in Tübingen mit der Arbeit Bedeutung und Psychischer Gehalt. Eine Untersuchung zur sprachanalytischen Kritik von Husserls früher Phänomenologie promoviert. 1991 bis 1998 war er Assistent an der Universität Tübingen. 1998 habilitierte er sich mit der Arbeit  The Epistemological Basis of Subjectivity. 1998 bis 1999 war er Dozent an der Universität Tübingen, 1999 bis 2001 an der Scuola universitaria professionale della Svizzera italiana (SUPSI). 
Seit dem Jahr 2000 ist er Professor für zeitgenössische Philosophie an der Universität Freiburg (Schweiz).
Er ist ein Mitglied der Société de Philosophie Analytique (SOPHA) und Herausgeber der philosophischen Zeitschrift Dialectica.

## Werke
- mit Manfred Frank: Wittgenstein, Literat und Philosoph. Pfullingen: Neske, 1989.